# Morbida costruzione con fagioli bolliti: premonizione di guerra civile
Morbida costruzione con fagioli bolliti: premonizione di guerra civile è un dipinto a olio su tela di 100×99 cm realizzato nel 1936 dal pittore spagnolo Salvador Dalí. È conservato nel Philadelphia Museum of Art.

## Storia
Questo quadro è stato realizzato sei mesi prima dello scoppio della Guerra civile spagnola avvenuta tra il 1936 ed il 1939 combattuta fra forze nazionaliste (di destra) e forze repubblicane (di sinistra); dopo aver condotto i primi alla vittoria, il generale Franco instaurò nel paese una dittatura. Questa guerra è considerata la prova generale della seconda guerra mondiale.

## Descrizione
Morbida costruzione con fagioli bolliti: premonizione di guerra civile è stato dipinto da Dalí nel 1936, anche se sono stati trovati alcuni studi del quadro che risalgono al 1935.
Si tratta della rappresentazione di una creatura, composta di membra umane, che si sovrappone ad un'altra simile; entrambe le due figure sembrano essere parti di un tutto. Il mostro, sorretto da un piede fossilizzato e da una cassettiera di legno, sovrasta alcuni fagioli e delle ossa. Sullo sfondo si stagliano la baia di Port Lligat e un cielo nuvoloso. La composizione simboleggia la distruzione e l'orrore che la guerra comporta. 
La struttura del dipinto segue un preciso ordine geometrico.
Riferendosi al dipinto, il pittore dichiarò: